# 成田新幹線
成田新幹線（なりたしんかんせん）は、東京都と千葉県の成田市を結ぶ計画であった未成の高速鉄道路線（新幹線）である。

## 概要
成田新幹線は、東京と新東京国際空港（現・成田国際空港）を結ぶ高速鉄道として、1971年（昭和46年）1月に全国新幹線鉄道整備法第4条第1項の規定による『建設を開始すべき新幹線鉄道の路線を定める基本計画』により公示された3路線のうちの一つである。同年4月に整備計画が決定され、日本鉄道建設公団によって1976年（昭和51年）度の開業を目指して着工された。
東京都江戸川区など沿線自治体の建設反対運動や三里塚芝山連合空港反対同盟の活動が激しく、用地買収が進まなかったため、工事は中断され、国鉄分割民営化に伴い、整備計画は失効した。成田空港付近の既に完成していた路盤など設備は、JR東日本と京成電鉄の空港ターミナルビル内乗り入れ路線として活用されている。

## 路線計画データ
- 路線距離：65.0 km
- 軌間：1,435 mm
- 駅数：3駅（起終点駅含む）
- 複線区間：全線複線
- 全線電化（交流25,000 V、50 Hz）

## 沿革

### 整備計画決定まで
1966年（昭和41年）7月に新空港の位置決定に伴う施策の中で「東京・新空港間に高速電車を運行」することが閣議決定され、1969年（昭和44年）5月には「新全国総合開発計画」が閣議決定された。この中で首都圏整備開発の基本構想として成田新幹線鉄道の建設および新東京国際空港（現・成田国際空港）の整備の促進が盛り込まれた。
1970年（昭和45年）に全国新幹線鉄道整備法（以下は全幹法と略記）が公布された。この法律により、逼迫する幹線の輸送力増強を目的とした東海道・山陽新幹線とは異なり、経済発展や地域の振興を目的とした新幹線の建設が行われるようになった。
1971年（昭和46年）1月に全幹法第5条第1項の規定による「建設を開始すべき新幹線鉄道の路線を定める基本計画」（昭和46年告示第17号）により東北新幹線（東京都 - 盛岡市）、上越新幹線（東京都 - 新潟市）、成田新幹線（東京都 - 成田市）の基本計画が公示された。この基本計画において成田新幹線（東京都 - 成田市）は東京都を起点に成田市を終点とすることが示された。同年4月1日に3路線の整備計画が決定された。成田新幹線は最高設計速度260 km/h、建設主体は日本鉄道建設公団とされた。

### 着工後
1972年（昭和47年）2月に成田新幹線の工事実施計画が認可され、1974年（昭和49年）2月に着工した。

#### 激化する反対運動
経由地となる東京都江戸川区や千葉県東葛飾郡浦安町（現・浦安市）・船橋市等では、都市計画の阻害になる点や当時の騒音問題になりつつあった『名古屋新幹線訴訟』が取り上げられ、さらに通過するだけで鉄道駅がないなどメリットが皆無であるとして猛反発した住民らが地元議会や首長に対して建設反対の強力な働きかけを行い、新幹線と関連すると思しき工事には抗議が寄せられた。
住民のみならず、革新知事として知られる美濃部亮吉東京都知事は、計画自体の凍結を主張した。先んじて成田新幹線構想を国に提言していた保守系の友納武人千葉県知事も、世間の“新幹線アレルギー”を背景に、「成田新幹線に絶対に反対ではないが、現在の計画には賛成できない」と難色を示すようになった。市川市・船橋市・浦安町の各市・町議会では反対の決議も採択された。特に江戸川区では、区・土地区画整理組合・土地所有者8名が運輸大臣を相手取って工事認可の取消訴訟を行い、最高裁判所まで争われた。
また、成田新幹線が『新東京国際空港の象徴』として受け取られ、三里塚闘争を展開していた空港建設反対派（三里塚芝山連合空港反対同盟）からの反発も大きかった。このため用地買収もほとんど行えぬまま成田新幹線計画は暗礁に乗り上げ、完成予定の1976年（昭和51年）は元より、新東京国際空港開港の1978年（昭和53年）に開業することも不可能になった。

#### 代替案の検討
成田新幹線の計画が遅滞していることにより、東京都心と新東京国際空港（成田空港）が鉄道で直結していない不便な状態が続いたため、成田空港アクセス鉄道問題は、他の解決方法も模索されていた。1982年（昭和57年）、新東京国際空港アクセス関連高速鉄道調査委員会が当時の運輸省に、以下の3案を答申した。
- A案（「成田新幹線」計画ルートの再整備）東京 - 新砂町〈現・新木場付近〉 - 西船橋 - 三咲 - 小室 - 印旛松虫 - 成田空港
- B案（北総開発鉄道北総線（当時、同社北総・公団線を経て現在の北総鉄道北総線）を延伸、後に京成成田空港線として開業）上野 - 高砂 - 新鎌ヶ谷 - 小室 - 印旛松虫〈現：印旛日本医大付近〉 - 成田空港
- C案（成田線を分岐して新東京国際空港に直結、現「成田エクスプレス」の運行ルート）国鉄（当時）総武本線・成田線の東京 - 錦糸町 - 千葉 - 佐倉 - 成田 - 成田空港

1984年（昭和59年）、運輸省はB案（北総線延伸）を採択し推進すると決定した。

#### 工事中止
新東京国際空港開港から5年後の1983年（昭和58年）、成田新幹線の建設工事は凍結された。先行工事だけで900億円以上を投じたが、結局、着工できたのは東京駅の一部と千葉県成田市の土屋地区（成田駅から北へ約2 km、成田線との交差部）から新東京国際空港までの路盤・トンネルおよび、成田空港駅までの約8.7 kmにおける設備だけである。それ以外にも、わずかながら建設用地の買収が行われた。

### 整備計画の失効
1986年（昭和61年）、日本国政府は「再開は困難」として成田新幹線計画を断念し、1987年（昭和62年）の国鉄分割民営化の際には「旅客会社が鉄道事業を経営しないものとして運輸大臣が定めるもの」とされた。これにより、成田新幹線の整備計画は法的に効力を失い消滅した。
すでに路盤工事が完成していた土屋 - 成田空港間 8.7 km（鉄道施設敷 14 ha、工事用側道等 8 ha ）の施設は日本国有鉄道清算事業団が承継した。

### 代替案の進展
成田新幹線代替案のうち、先行したのはC案であった。分割民営化直後の1987年（昭和62年）5月に、運輸大臣石原慎太郎が「成田新幹線に使用を予定していた設備と用地を活用し、京成線とJR線を成田空港に乗り入れさせる上下分離方式案」を指示した。翌1988年に成田空港高速鉄道が設立され、清算事業団よりすでに完成していた成田新幹線の構造物の譲渡を受けた。既存路線との接続部分の工事などが行われ、第2旅客ターミナルが開業する前年の1991年（平成3年）に、成田線（空港支線）と京成本線（駒井野分岐点 - 成田空港駅間）の形で現実化した。
一方、B案は東京都心と成田空港の高速輸送計画として、京成成田空港線（成田高速鉄道アクセス株式会社）に受け継がれる形になっている。京成成田空港線は2010年（平成22年）7月17日に開業し、同時に160 km/hの高速運転が可能なAE形（2代）による「スカイライナー」の運行が開始された。
このほか、京成押上線押上駅 - 新東京駅（丸の内仲通り地下） - 京急本線泉岳寺駅を結ぶ都心直結線の構想もあり、実現すれば東京駅から成田空港までの所要時間は、成田新幹線で検討されていた所要時間と2分差となるが、こちらは具体化に至っていない。

### 年表
- 1964年（昭和39年）
  - 3月23日：日本鉄道建設公団発足[27]。
  - 10月1日：東海道新幹線 東京駅 - 新大阪駅間開業[28]。
- 1969年（昭和44年）5月30日：新全国総合開発計画閣議決定[29]。
- 1970年（昭和45年）5月18日：全国新幹線鉄道整備法公布[29]。
- 1971年（昭和46年）
  - 1月18日：昭和46年運輸省告示第17号により、成田新幹線（東京都 - 成田市）を含む3路線の基本計画公示[29]。
  - 4月1日：成田新幹線（東京都 - 成田市）を含む3路線の整備計画決定[4]。
- 1972年（昭和47年）
  - 2月8日：成田新幹線のルートが発表される[12]。
  - 2月10日：成田新幹線工事実施計画認可[2]。
  - 4月25日：江戸川区の土地区画整備組合や地権者らから国に対し工事実施計画の認可取り消しを求める訴訟が提起される[6]。
  - 5月1日：前年にフランスを視察し試験車両に乗車してきた友納武人千葉県知事が、成田新幹線について「エアクッション・リニアモーターカー（磁気浮上式鉄道）方式が適当」という見解を示す[12]。
  - 12月23日：認可取り消し訴訟が東京地方裁判所に却下され、控訴も翌年10月24日に東京高等裁判所に棄却される[6]。
- 1973年（昭和48年）2月19日：運輸省が国鉄・日本鉄道建設公団・新東京国際空港公団の幹部を呼び、成田線を成田空港に暫定延伸させ、将来は成田新幹線に切り替える案を提示[12]。
- 1974年（昭和49年）
  - 2月1日：成田新幹線着工[2]。
  - 5月21日：日本航空がHSST構想を発表[12]。
- 1977年（昭和52年）
  - 9月17日：運輸省が成田線の空港支線計画を許可[12]。
  - 11月28日：田村元運輸大臣が成田新幹線計画の代替として、成田新高速鉄道構想を発表（現在の京成成田空港線に相当）[15][6]。
- 1978年（昭和53年）5月20日：新東京国際空港が開港。京成電鉄「スカイライナー」運行開始。新空港自動車道が開通。
- 1981年（昭和56年）
  - 5月：運輸省が「新東京国際空港アクセス関連高速鉄道調査委員会」（会長：八十島義之助）を発足させる[6]。
  - 7月31日：塩川正十郎運輸大臣と沼田武千葉県知事が会談し、沼田知事が成田高速鉄道の早期建設を強く要望。
- 1982年（昭和57年）5月：新東京国際空港アクセス関連高速鉄道調査委員会が、「A案」（成田新幹線）、「B案」（現・京成成田空港線に相当）、「C案」（現・成田空港高速鉄道を使用したJR在来線乗り入れに相当）を運輸相に提案[6]。
- 1983年（昭和58年）
  - 5月：工事凍結[30]。
  - 12月：会計検査院が最終的な方針が確立していない成田新幹線計画の現状を指摘[12][31]。
- 1984年（昭和59年）11月：運輸省が「B案」推進を発表[6]。
- 1986年（昭和61年）10月29日：橋本龍太郎運輸大臣が、参議院本会議で建設断念を表明[32][33]。
- 1987年（昭和62年）4月1日：日本国有鉄道（国鉄）の分割民営化に伴い、基本計画が失効（日本国有鉄道改革法附則32条）、遺構は日本国有鉄道清算事業団に引き継がれる[6]。
- 1988年（昭和63年）
  - 6月：前年の石原慎太郎運輸大臣による指示を受け、暫定措置としてJR東日本と京成電鉄の2社の路線から、既に完成していた新幹線鉄道施設のうち土屋からの路盤と駅を活用して空港ターミナルへの乗り入れを図ることが発表される[6]。
  - 10月28日：成田空港高速鉄道設立[12]。土屋 - 成田空港間で完成していた路盤を成田空港高速鉄道が保有し、東日本旅客鉄道（JR東日本）および京成電鉄用に転用する上下分離方式を採用。
- 1990年（平成2年）3月10日：東京側（東京駅 - 越中島貨物駅間）の用地を京葉線に転用して営業開始。
- 1991年（平成3年）3月19日：JR東日本成田線（空港支線） 成田 - 成田空港間と京成本線 駒井野信号場 - 成田空港間が開業[12]。両路線が成田新幹線用に完成していた成田空港駅への乗り入れを開始（「C案」の実現）[6]。
- 1992年（平成4年）12月3日：JR東日本・京成電鉄の空港第2ビル駅が開業。
- 2004年（平成16年）4月1日：新東京国際空港が成田国際空港に改称。
- 2010年（平成22年）7月17日：京成成田空港線（成田スカイアクセス） 京成高砂 - 成田空港間が開業（「B案」の実現）[12]。

## 設置予定駅
所在地の地名は計画時点のもの。
| 駅名                       | キロ程 | 所在地 | 所在地                      |          |
| -------------------------- | ------ | ------ | --------------------------- | -------- |
| 東京駅                     | 0.00   | 東京都 | 千代田区                    | 千代田区 |
| 千葉ニュータウン駅（仮称） | 37.67  | 千葉県 | 印旛郡印西町 （現・印西市） |          |
| 成田空港駅（仮称）         | 64.99  | 千葉県 | 成田市                      |          |

計画されていたルート

現在の空港第2ビル駅に相当する鉄道駅は、成田新幹線では計画されていなかったものの、将来第2旅客ターミナルが完成した際の駅設置を考慮した構造・ルートで建設された（当時は現在設置されている第3旅客ターミナルの計画は存在していなかった）。
京成本線の京成成田駅 - 駒井野信号場 - 空港第2ビル駅 - 成田空港駅間は、成田新幹線のルートが具体化する前の段階では、京成電鉄が『新空港線』として計画していた区間である。当時の計画では、現在の空港第2ビル駅・成田空港駅の位置に、当初から京成電鉄の駅として、第二ターミナル駅・第一ターミナル駅の建設がそれぞれ予定されていた。しかし成田新幹線が計画されたことにより、新東京国際空港公団が京成の空港ターミナル直下への乗り入れを認めず、成田空港駅も当初予定されていた位置とは離れた場所に建設された（1991年に当初の予定位置への成田空港駅開業に伴い東成田駅と改称）。白紙になったこれら計画駅は、成田新幹線として整備が開始されるも中止され、JR・京成電鉄の乗り入れに転用された。
千葉ニュータウン駅は当初設置の予定はなかったが、国鉄から「途中駅なしでは採算性に疑問」という主張を受けて、千葉ニュータウン内に追加設置されることになった。設置予定地は現在の北総鉄道と京成電鉄との共同使用駅である千葉ニュータウン中央駅の位置と同一である。
将来的には、東京駅から新宿駅までの延伸構想もあったとされる。新宿駅では、当初同駅をターミナルとする形で計画された上越新幹線と接続して直通運転も想定され、東京駅のホームの位置も「新宿延伸が容易」として他路線と離れた鍛冶橋通り地下に設定された。この成田新幹線東京駅のホームの位置は、同一駅ではないものの当時の国鉄他路線の東京駅から徒歩圏内にある、当時の営団地下鉄東西線の大手町駅との間の距離よりも長い。

## 運行計画
東京 - 成田空港間を速達型の列車で最速30分（最高時速250キロメートル、標準時速130キロメートル）、千葉ニュータウン駅停車の各駅停車型の列車では35分で運転することが予定されていた。2018年現在、空港第2ビル駅までは東京駅から成田エクスプレスで50分、日暮里駅からスカイライナーで36分で、成田空港駅までは東京駅から成田エクスプレスで53分、日暮里駅からスカイライナーで38分で結んでいる。
列車編成は開業当初は荷物車1両を含んだ6両編成で運行し、将来は12両編成まで対応することを検討していた。

## 計画ルート
成田新幹線の路線計画は、線形が最急勾配15‰（一部19.8‰）で、最小曲線半径が基本4000メートル（地形上やむを得ない場合300メートル）となるよう、以下のルートが選定された。

### 東京駅
将来の新宿方面への延伸を考慮し、東海道本線と鍛冶橋通りが交差する地点（東京駅 - 有楽町駅間のほぼ中間）の地下に、成田新幹線用の駅施設が計画された。国鉄により通路の一部が建設されたが、乗り場部分の実際の掘削工事には着手されないまま、1983年の工事凍結を迎えた。予定していた地下空間は後にJR東日本により京葉線の駅施設の空間として転用され、プラットホームその他施設が新規に設計・建設された。建設済の通路は京葉線の乗り換え通路として転用された。

### 東京駅 - 越中島貨物駅付近
成田新幹線用に検討された用地を活用する形で京葉線が建設された。このためこの区間のルートは現在の京葉線とほぼ同一である。ただし、用地を流用しただけであり、京葉線用のシールドトンネルは新規に掘られたものである。

### 越中島貨物駅付近 - 原木中山駅付近
総武本線越中島貨物駅の西側で地上に出て東方向へほぼ直進し、荒川を渡ったあたりから原木中山駅付近まで営団地下鉄東西線に並行する予定であった。行徳駅付近の東西線にぴったり張り付くような線形とする記載もあるが、日本鉄道建設公団は千葉県に対して、成田新幹線は東西線に沿って高架で浦安町にはいり、東西線の南側50mを東進、京葉道路をまたぐと示している。富川進・市川市長（当時）は、「新幹線は、東西線と並行に走るため、東西線と新幹線にはさまれた区画整理の土地は、騒音と振動公害に悩まされ買い手がなくなる」とコメントしている。「成田新幹線の遺構」とも言われることがある東西線の市川市内の側道は、東西線建設にあわせて実施された区画整理によって作られたものであり、成田新幹線とは関係ない。

### 原木中山駅付近 - 武蔵野線交差部

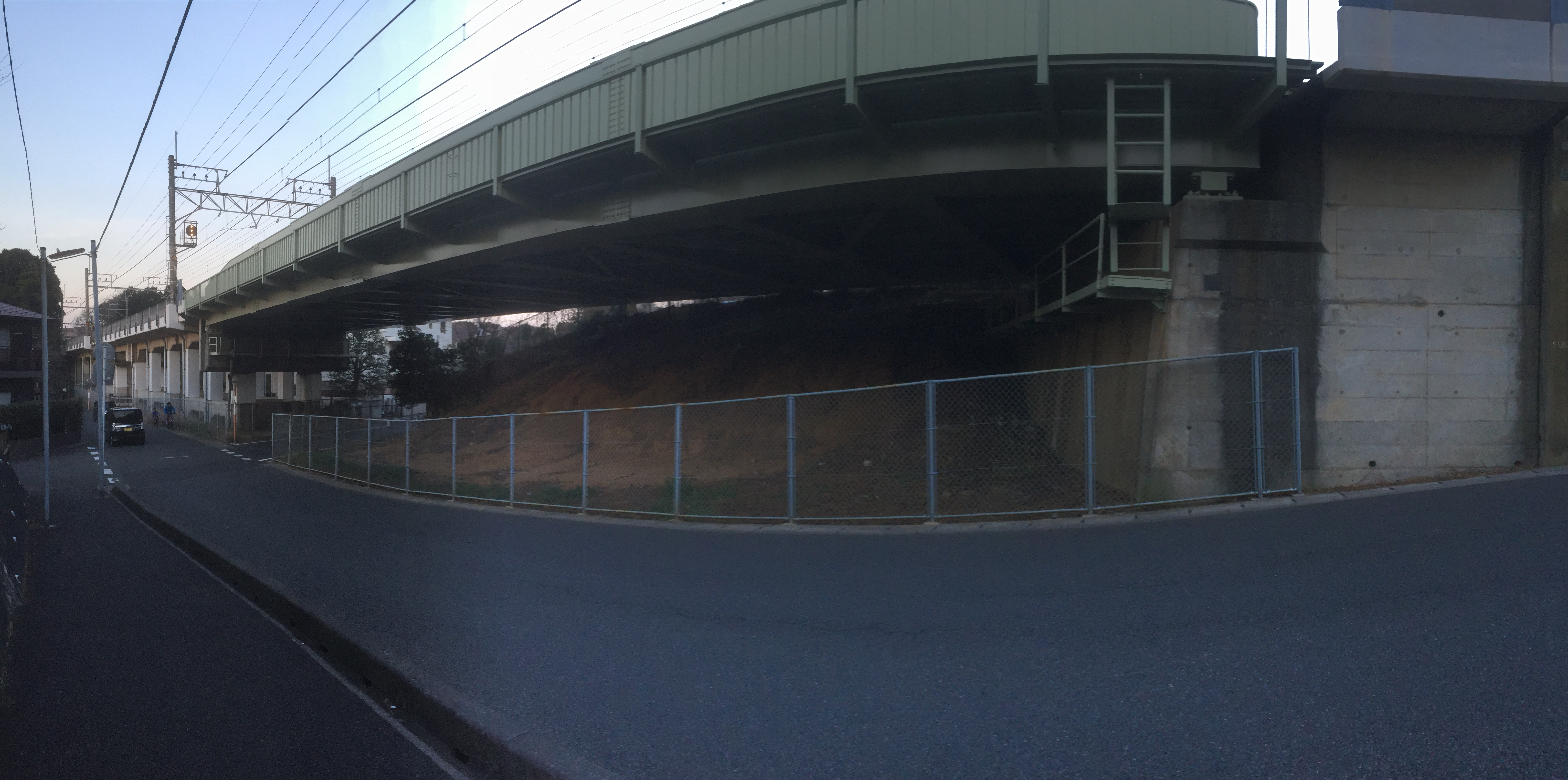
武蔵野線交差部。橋脚が武蔵野線の線路や側道に対して斜めになっており、成田新幹線のルートに合わせていることが窺える。

原木中山駅の北側で東西線から少し離れ、現在の千葉県船橋市本郷町付近から中山競馬場の南東側まで長さ1.8kmの地下トンネルを通り、トンネルを抜けた直後に武蔵野線の高架下（行田）をくぐる予定であった。
原木中山駅付近
原木中山駅の北側にある真間川の両岸で用地買収が行われている。右岸の用地は以前、日本国有鉄道清算事業団の宿舎があったが、現在は民間企業のビルが建っている。左岸の用地は2008年時点で駐車場であったが、“工”字の境界標が今も残る。
武蔵野線交差部
武蔵野線西船橋 - 船橋法典間のほぼ中間の線路施設は、成田新幹線を下に通すことを考慮し、比較的スパンの長い鋼製の架道橋（小金線中山架道橋）が設けられている。1973年にこの交差部で工事が行われているのを発見した反対派住民団体が抗議活動を行っている。

### 武蔵野線交差部 - 千葉ニュータウン駅付近
北東方向へほぼ一直線に進み、新京成電鉄新京成線（現在の京成電鉄松戸線）の三咲駅付近を通って現在の北総鉄道北総線の小室駅と千葉ニュータウン中央駅のほぼ中間で北総線に合流する予定であった。

### 千葉ニュータウン駅付近 - 印旛日本医大駅付近

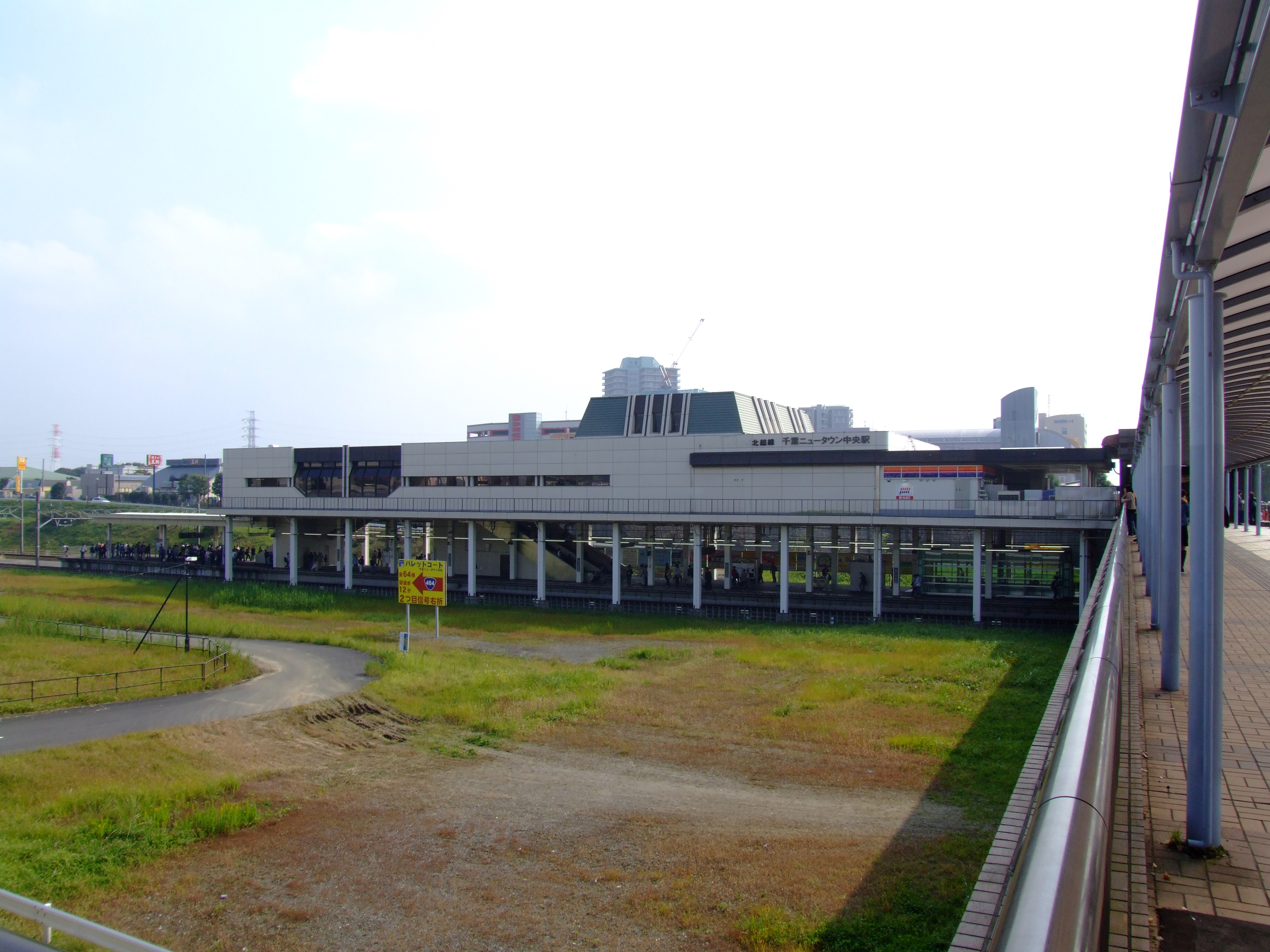
千葉ニュータウン中央駅に隣接し、新幹線駅建設予定跡地が残る

千葉県が確保した鉄道用地を使用する予定であった。千葉県は千葉ニュータウンの造成工事の際、ニュータウンを東西に横断する複々線分の鉄道用地と北千葉道路の用地を確保し、当初の計画では新鎌ヶ谷 - 小室間で北総開発鉄道（現・北総鉄道北総線の第一種鉄道事業区間）と千葉県営鉄道北千葉線（未成線、2002年3月31日免許廃止）を並行して整備し、小室（実際は小室 - 千葉ニュータウン中央間のほぼ中間） - 印旛日本医大間では、成田新幹線と北千葉線（現・北総鉄道北総線の第二種鉄道事業区間）を並行して建設することになっていた。
北総鉄道北総線の北側に並行して、成田新幹線用の敷地が空き地のまま残っていたが、2017年（平成29年）に大規模太陽光発電所（ソーラーパネル）が10.5kmに渡って開設された。千葉ニュータウン中央駅に隣接して、成田新幹線の千葉ニュータウン駅（東京駅起点37.7km地点）が設けられる予定であった。

### 印旛日本医大駅付近 - 成田市土屋付近
印旛日本医大駅の北側から、現在の京成成田空港線（成田高速鉄道アクセス）と、並走するようなルートをとる計画であった。印旛沼の東側（八代付近）には、車両基地（成田総合車両基地）の設置が予定されていた。現在の京成成田空港線成田湯川駅以東の単線にあたる区間は、成田新幹線では、ほぼ直線で土屋付近に到達する予定であった。

### 成田市土屋付近 - 成田空港駅
1983年（昭和58年）の工事凍結までに、成田市土屋地区から成田空港まで高架・地下トンネルによる路盤が完成している。成田開港に千葉港からの航空燃料用パイプラインの敷設が間に合わなかったため、1983年に完成するまで燃料中継基地が土屋地区に置かれ、市原・鹿島からのジェット燃料輸送用の貨物列車の受け入れを行っていた（暫定輸送。土屋 - 成田空港間はパイプライン輸送）。パイプラインが稼働を開始して燃料輸送の役目を終えた後、施設はしばらくの間放置されていたが、1991年（平成3年）に開業した成田空港高速鉄道線に転用された。